# Município de Paris (condado de Stark, Ohio)
O município de Paris (em inglês: Paris Township) é um município localizado no condado de Stark no estado estadounidense de Ohio. No ano de 2010 tinha uma população de 5.728 habitantes e uma densidade populacional de 65,38 pessoas por km².

## Geografia
O município de Paris encontra-se localizado nas coordenadas 40° 45′ 55″ N, 81° 08′ 30″ O. Segundo a Departamento do Censo dos Estados Unidos, o município tem uma superfície total de 87.61 km², da qual 87,38 km² correspondem a terra firme e (0,26 %) 0,23 km² é água.

## Demografia
Segundo o censo de 2010, tinha 5.728 habitantes residindo no município de Paris. A densidade populacional era de 65,38 hab./km². Dos 5.728 habitantes, o município de Paris estava composto pelo 97,22 % brancos, o 0,47 % eram afroamericanos, o 0,35 % eram amerindios, o 0,26 % eram asiáticos, o 0,26 % eram de outras raças e o 1,43 % eram de uma mistura de raças. Do total da população o 0,68 % eram hispanos ou latinos de qualquer raça.